# Președintele Georgiei
Președintele Georgiei (în georgiană საქართველოს პრეზიდენტი, transliterat: sakartvelos prezidenti) este șeful statului, comandant suprem al armatei, și deținătorul celei mai înalte funcții în cadrul Guvernului din Georgia. Puterea executivă este împărțită între Președinte și Prim-Ministru, care este și șef al guvernului. Funcția a fost inclusă pentru prima dată de către Consiliul Suprem al Republicii Georgia la 14 aprilie 1991, la cinci zile după ce Georgia și-a declarat independența față de Uniunea Sovietică. Mandatul Președintelui este de cinci ani. Actualul președinte este Miheil Kavelașvili, începând din 29 decembrie 2024.

## Puteri constituționale și îndatoriri
Președintele Georgiei este șeful statului. Președintele este garantul independenței naționale și unității țării. El/ea asigură funcționarea organelor de stat, în conformitate cu Constituția. Președintele este reprezentantul Georgiei în relațiile externe.
Președintele Georgiei este ales pe baza votului universal, egal și direct, prin vot secret, pentru o perioadă de cinci ani. Președintele nu poate fi ales pentru mai mult de două mandate consecutive. Orice cetățean al Georgiei, care are drept de vot și care a împlinit vârsta de 35 de ani, a trăit în Georgia pentru cel puțin cinci ani și a trăit în Georgia în ultimii trei ani înainte de alegeri este eligibil pentru a fi ales Președinte. Președintele Georgiei are dreptul să dețină orice altă funcție, cum ar fi într-un partid, sau în conducerea unei firme, fiindu-i interzisă și primirea unui salariu sau a unei alte forme de remunerare pentru orice altă activitate.
Președintele Georgiei conduce negocierile cu statele străine; la recomandarea guvernului, numește și revocă ambasadorii georgieni și ceilalți reprezentanți diplomatici; primește scrisorile de acreditare ale ambasadorilor și altor reprezentanți diplomatici ai statelor străine și a organizațiilor internaționale, în acord cu guvernul; declară legea marțială și starea de urgență; la recomandarea guvernului și cu acordul Parlamentului are dreptul de a opri activitățile organismelor de auto-guvernare, precum și organelor de stat; semnează și promulgă legile; are dreptul de a dizolva Parlamentul în anumite condiții stabilite de Constituție; poate acorda azil politic și grațieri; este Comandantul-Șef al Forțelor Armate; și numește membrii Consiliului Național de Securitate, care prezidează reuniunile. Numește și revocă comandanții militari în acord cu guvernul.
Președintele are imunitate. În timpul funcției nu poate fi arestat, și nici nu se pot deschide dosare împotriva lui. În cazul în care Președintele încalcă Constituția, trădează statul sau comite alte infracțiuni, Parlamentul îl poate înlătura cu aprobarea Curții Constituționale. De Securitatea Președintelui Georgiei se ocupă SPPS.

## Jurământul
În a treia duminică după alegerile prezidențiale are loc inaugurarea în funcție, în care Președintele își depune jurământul de credință în fața lui Dumnezeu și a națiunii.:

## Lista președinților Georgiei
Pentru liderii înainte de independență, a se vedea Lista de conducători ai Georgiei
| Nr.   | Nume (Naștere–Deces)                | Imagine | Mandat                     | Din                                            | Până în                     | Partid                                                           |
| ----- | ----------------------------------- | ------- | -------------------------- | ---------------------------------------------- | --------------------------- | ---------------------------------------------------------------- |
| 1     | Zviad Gamsahurdia (1939–1993)       |         | 1                          | 14 aprilie 1991 (Numit) 26 mai 1991 (Învestit) | 6 ianuarie 1992 (Deposedat) | Round Table – Free Georgia                                       |
| 2     | Eduard Șevardnadze (1928–2014)      |         | 1                          | 26 noiembrie 1995 (învestit)                   | 30 aprilie 2000             | Uniunea Cetățenilor din Georgia                                  |
| 2     | Eduard Șevardnadze (1928–2014)      | 2       | 30 aprilie 2000 (învestit) | 23 noiembrie 2003 (Demis)                      |                             | Uniunea Cetățenilor din Georgia                                  |
| —     | Nino Burjanadze (1964–) (interimar) |         | 3                          | 23 noiembrie 2003                              | 25 ianuarie 2004            | Mișcarea Națională Unită                                         |
| 3     | Miheil Saakașvili (1967–)           |         | 1                          | 25 ianuarie 2004 (învestit)                    | 25 noiembrie 2007           | Mișcarea Națională Unită                                         |
| 3     | Nino Burjanadze (1964–) (interimar) |         | 25 noiembrie 2007          | 20 ianuarie 2008                               |                             | Mișcarea Națională Unită                                         |
| — (3) | Miheil Saakașvili (1967–)           |         | 2                          | 20 ianuarie 2008 (învestit)                    | 17 noiembrie 2013           | Mișcarea Națională Unită                                         |
| 4     | Ghiorghi Margvelașvili (1969–)      |         | 1                          | 17 noiembrie 2013 (învestit)                   | 16 decembrie 2018           | Independent (sprijinit de Visul Georgian până în decembrie 2013) |
| 5     | Salome Zurabișvili (1952–)          |         | 1                          | 16 decembrie 2018 (învestit)                   | În funcție                  | Independentă (sprijinită de Visul Georgian)                      |